# آنا گارسیا
آنا گارسیا (اسپانیایی: Ana Gracia‎؛ زادهٔ ۱۹ فوریهٔ ۱۹۵۹) بازیگر و آموزگار اهل اسپانیا است.
از فیلم‌ها یا برنامه‌های تلویزیونی که وی در آن نقش داشته استT می‌توان به کامینو، تصور آرژانتین، سنجاب قرمز، همه مردها مثل هم هستند، انگیزه‌های شخصی، سفارت، بیمارستان مرکزی، شمارش معکوس و ترومن اشاره کرد.